# ヴォーデモン
ヴォーデモン （Vaudémont）は、フランス、グラン・テスト地域圏、ムルト＝エ＝モゼル県のコミューン。

## 地理
ヴォーデモンは県南部にあり、ヴォージュ県に隣接する。ナンシーの南30kmに広がる広大なサントワの平原を見下ろしている。
ヴォーデモンは、シニャル・ド・ヴォーデモン（signal de Vaudémont）と呼ばれる、標高480mの長い岩の露頭の上に乗った中世の村である。村を見下ろすのは、かつてヴォーデモン伯のものだった古いドンジョンである。この岩場の反対側は、モゼル丘陵の中に侵食されて残ったシオン丘である。ヴォーデモンとサグゾン＝シオンの中間には、モーリス・バレスを記念した記念碑がある。
ヴォーデモンの気候は海洋性気候であるが、かなり大陸性気候の影響を受けている。気温は一日の間でも季節でも対照的である。冬は寒く、かなり湿気があるが、それにもかかわらず、凍結するほどの寒さになると乾燥する。夏は必ず晴天となることはないが暑い。秋には通常霧が起こり、風は頻繁であり時には暴風となる。地元では、隣接するサントワ地方より降水量が多くなる。標高が高いため、気候は温暖ではない。

## 由来
ヴォーデモンの名は、ゲルマン神話の神ヴォータン（オーディン）から派生したとみられる。または、ゲルマン語の男性名Wado(n)から派生し、接尾辞の-montemがついたとみられる。

## 歴史

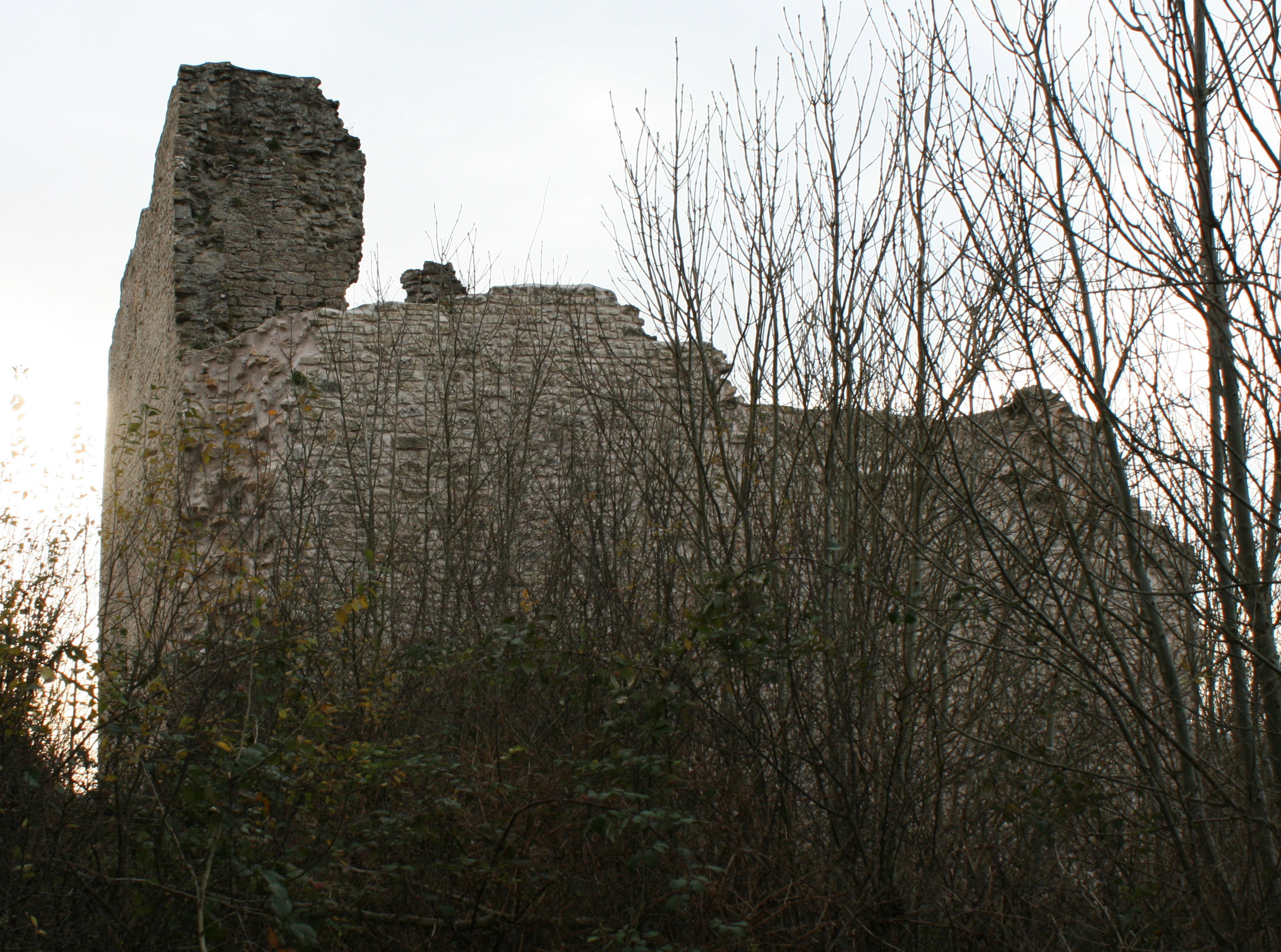
ブリュヌオーの塔

いくつかの要素が、この地が紀元前5000年初期には、村の外側が新石器時代の城壁に囲まれていたことを示唆している。しかし、古代の間にこの地に人が定住した痕跡は見られない。集落が現れたのはおそらくメロヴィング朝時代で、シオンにあるキリスト教の教区に依存していた。
岩の露頭の上にあるこの戦略上の要所には、11世紀初めにロレーヌ公または彼の家臣がドンジョンを築いた。
11世紀終わり、初代のヴォーデモン伯ジェラールは城を拡張して住まいとした。続く数世紀の間、村が発展するにつれ、塔が点在する強力な城壁が築かれた。塔と城壁に囲まれた村は、三十年戦争でフランス軍がロレーヌ公国を軍事的に占領するまで存続した。17世紀、宰相リシュリューが城の破壊を命じた。
村には様々な遺跡が残る。さらに、17世紀から18世紀に再建された家屋の多くは、城の破壊の前に城のファサードを再利用したものである。

## 人口統計
| 1962年 | 1968年 | 1975年 | 1982年 | 1990年 | 1999年 | 2006年 | 2015年 |
| ------ | ------ | ------ | ------ | ------ | ------ | ------ | ------ |
| 113    | 95     | 71     | 67     | 53     | 63     | 79     | 67     |

参照元:1962年から1999年までは複数コミューンに住所登録をする者の重複分を除いたもの。それ以降は当該コミューンの人口統計によるもの。1999年までEHESS/Cassini、2006年以降INSEE。